# Sd.Kfz. 10
Lo SdKfz 10 leichter Zugkraftwagen era un trattore leggero (leichter) d'artiglieria semicingolato tedesco.

## Sviluppo
La specifica era del 1932, e la ditta Demag, di Setter, Ruhr, realizzò questo mezzo con la classica struttura semicingolata tedesca: 5 ruote di sostegno sfalsate, rullo di rinvio, ruota motrice anteriore piena.
Il motore era davanti, come negli autocarri normali. Il prototipo venne approntato nel 1934, e la produzione partì nel 1937, per durare fino al 1944 pressoché inalterato.
Era un mezzo trattore d'artiglieria, capace di trasportare un massimo di otto uomini come squadra di serventi per il cannone portato, inizialmente un cannone controcarro da 37 mm PaK 35/36 o l'obice da 150 mm sIG 33. In seguito vennero rimorchiati anche cannoni controcarro da 50 o 75 mm, quando disponibili.
Infine, il mezzo non mancò di essere realizzato in alcune varianti speciali. La produzione venne eseguita sia a Vienna che a Cottbus, e totalizzò ben 17.000 semicingolati, rendendolo uno dei più prodotti della sua categoria.
Infine, l'elenco dei veicoli speciali:
- Sd.Kfz. 10/1 per la ricognizione chimica, il 10/2 e 10/3 per la decontaminazione. Questi mezzi, pensati per una guerra futura, vennero realizzati in pochi esemplari e non furono visti in azione.
- Sd.Kfz. 10/4 e 10/5, con cannoni da 20 mm contraerei singoli, erano i primi semoventi contraerei tedeschi, e disponevano di sponde abbassabili per brandeggiare le armi, rispettivamente il Flak 30 e il Flak 38, più moderno e con maggiore cadenza di tiro. Essi vennero spesso usati anche per il supporto di fuoco terrestre e in tal caso vennero dotati spesso di corazze aggiuntive.
- Altre modifiche campali riguardarono i veicoli porta-armi più pesanti, con cannoni controcarro da 37 e più raramente, da 50 mm.